# 해저정거장
해저정거장(海底停車場, 문화어: 해저정류소)은 유인심해잠수정이나 유인심해탐사선의 승조원들이 먹고 자고 휴식할 수 있는 해저공간이며, 해저정류장과는 다른 개념이다.
현재까지 러시아, 미국, 중국, 일본을 비롯한 여러 나라에서 해저 아래로 심해잠수정을 보내 나라마다 현재 기술로 보낼 수 있는 수심까지 보내고 있으며,  더 깊은 곳을 탐사하기 위해 심심해탐사선을 비롯하여 여러 연구가 진행 중이다. 2006년부터 현재까지 가장 활발하게 연구가 진행 중인 중국은 자이롱호(蛟龍)를 태평양 마리아나 해구에서 7,062m 해저에 보내는데 성공한 후, 지금은 해저정거장을 건설하기 위해 용궁(龍宮)1호 프로젝트를 진행 중이다.

## 역대 해저 정거장

### 목록
- 중국 - 롱궁1호 건설 프로젝트 베일 벗은 중국 해저탐사 전진기지 '롱궁'

## 같이 보기
- 잠수정
- 우주정거장
- 텐궁1호